# Standlynch with Charlton All Saints

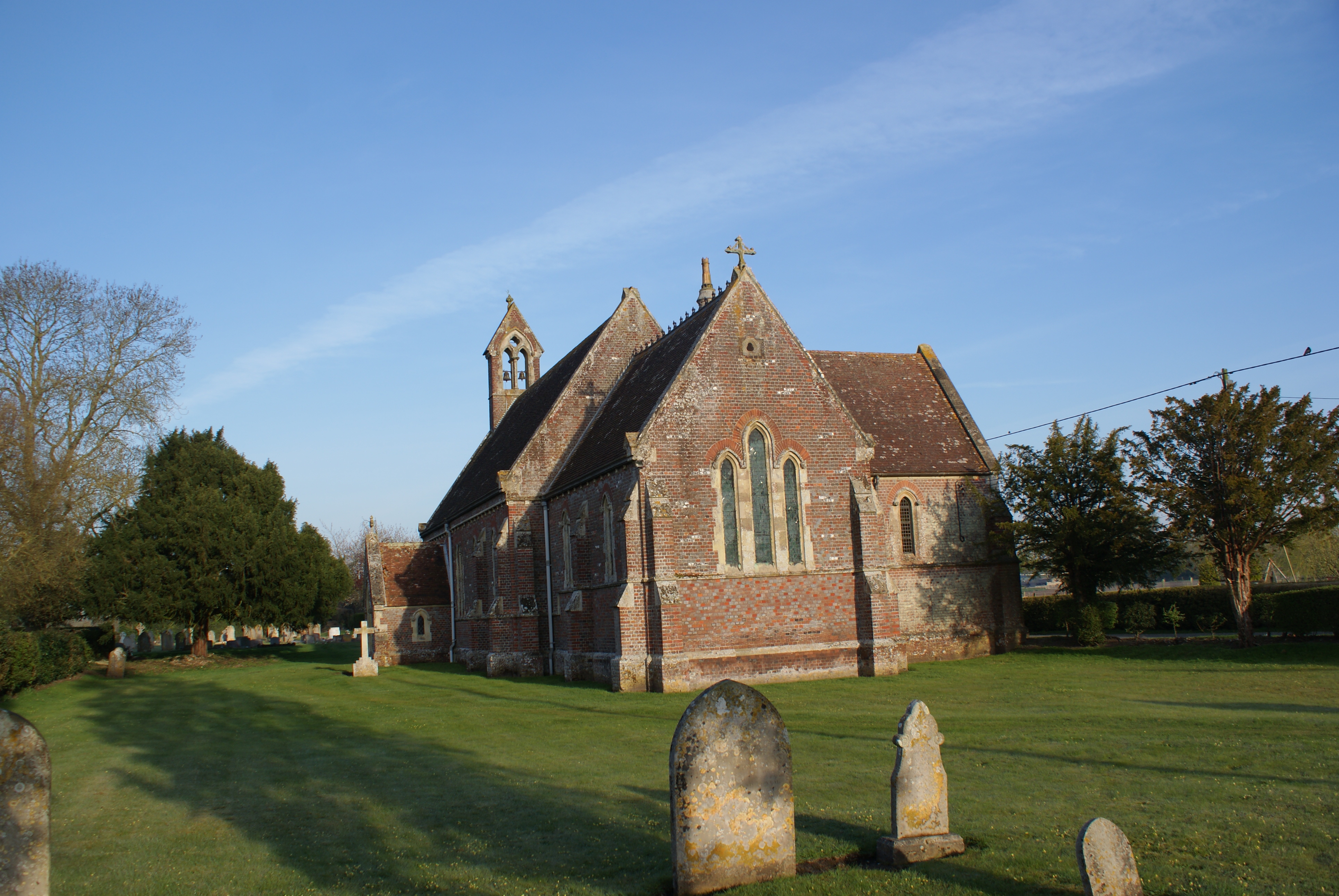
Charlton All Saints

Standlynch with Charlton All Saints var en civil parish från 1897 till 1934 då den blev en del av Downton, i grevskapet Wiltshire, i England. Civil parish var belägen 6 km från Salisbury och hade 364 invånare år 1931.